# Нуук
Ну́ук (иногда Нук, дат. и гренл. Nuuk), устаревшее (1979) название — Го́тхоб (дат. Godthåb) — самый населённый город и столица самоуправляемой территории Гренландия (в составе Королевства Дания), а также центр коммуны Сермерсоок и бывшей одноимённой коммуны в составе территории Западная Гренландия.
До 1979 года официально употреблялось датское название Готхоб (в источниках конца XIX — начала XX века встречаются также названия Годтааб и Годтхааб).
Население города — 19 604 человека по данным на 1 января 2023 года.

## Происхождение названия
Название «Нуук» (иногда пишется «Нук») происходит от гренл. nuuk, что означает «мыс», так как город расположен на конце мыса.
Прежнее название — «Готхоб» (Godthåb) — на датском языке означает «Добрая надежда», и состоит из двух слов: godt («хорошо») и håb («надежда»).

## География
Город расположен на юго-западном побережье острова Гренландия в устье фьорда Готхоб-фьорд (дат. Godthåbsfjorden), примерно в 240 км к югу от Северного полярного круга.
Поскольку та часть Гренландии, где расположен Нуук, омывается тёплым Западно-Гренландским течением, море зимой не замерзает, что создаёт благоприятные условия для рыболовства.
Город является административным центром коммуны Сермерсоок, население которой — 20 998 человек (2008), а территория — 635,6 тыс. км². Это наиболее населённая коммуна Гренландии, но более 15 тыс. человек проживают в самом Нууке.

### Климат
Климат города — субарктический. Из-за близости Моря Баффина и тёплого течения перепад температур относительно невелик. Большей частью года стоит отрицательная температура, средняя температура наиболее холодных месяцев — −7,5 °C. Средняя температура июля — +7,5 °C.
| Показатель                                                        | Янв.  | Фев.  | Март  | Апр. | Май  | Июнь  | Июль | Авг. | Сен.  | Окт.  | Нояб. | Дек.  | Год   |
| ----------------------------------------------------------------- | ----- | ----- | ----- | ---- | ---- | ----- | ---- | ---- | ----- | ----- | ----- | ----- | ----- |
| Абсолютный максимум, °C                                           | 15,3  | 13,0  | 15,2  | 16,9 | 18,6 | 23,8  | 26,3 | 25,1 | 23,8  | 19,9  | 15,8  | 13,3  | 26,3  |
| Средний суточный максимум, °C                                     | −5    | −6    | −5,1  | −0,6 | 4,0  | 8,4   | 11,1 | 10,3 | 6,5   | 2,2   | −1,1  | −3,3  | 1,8   |
| Средняя температура, °C                                           | −7,5  | −8,6  | −7,5  | −3   | 1,3  | 5,0   | 7,5  | 7,0  | 4,0   | 0,3   | −3,3  | −5,5  | 1,0   |
| Средний суточный минимум, °C                                      | −9,7  | −11   | −10   | −5   | −1   | 2,1   | 4,6  | 4,4  | 2,1   | −1,8  | −5,2  | −7,7  | −3,3  |
| Абсолютный минимум, °C                                            | −32,5 | −29,6 | −27,5 | −30  | −19  | −10,3 | −6,6 | −4,7 | −8,2  | −16,6 | −24,4 | −25,2 | −32,5 |
| Норма осадков, мм                                                 | 67,1  | 51,1  | 59    | 53,3 | 57,5 | 61,6  | 70   | 90,6 | 104,6 | 80,6  | 80    | 74    | 856,6 |
| Температура воды, °C                                              | −1,5  | 0,0   | 0,0   | 1,0  | 1,0  | 3,0   | 4,0  | 4,0  | 3,0   | 2,0   | 1,0   | 0,0   | 1,5   |
| Источник: Датский метеорологический институт, World Climate Guide |       |       |       |      |      |       |      |      |       |       |       |       |       |

## История

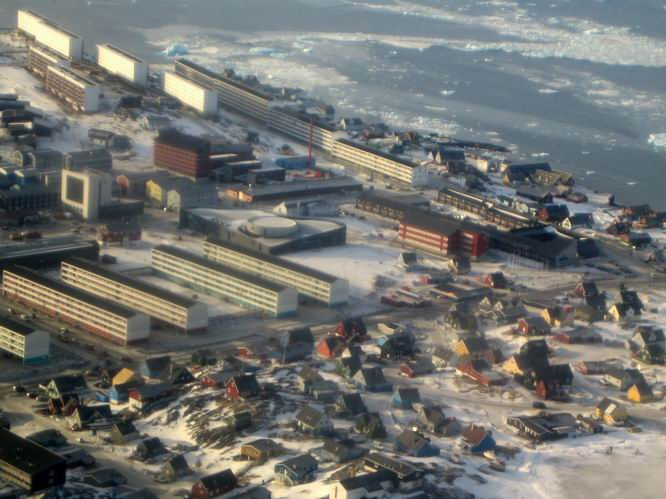
Нуук с высоты, 2008 г.

Город был основан в 1728 году датско-норвежским миссионером Хансом Эгеде, однако поселения на его месте существовали и до этого, самое старое из известных — 4200 лет до н. э. В 2200 году до нашей эры в районе вокруг ныне заброшенного поселения Курнок жили древние, до-инуитские, палеоэскимосы культуры Саккак. Долгое время район Нуука, вокруг бывшего поселения Кангек, был занят палеоэскимосами культуры Дорсет, но они исчезли из района Нуук до 1000 года нашей эры. С IX по XV век в той местности жили скандинавские колонисты, которые впоследствии покинули поселение. Долгое время Нуук служил летним местом встречи живущих в той области эскимосов.

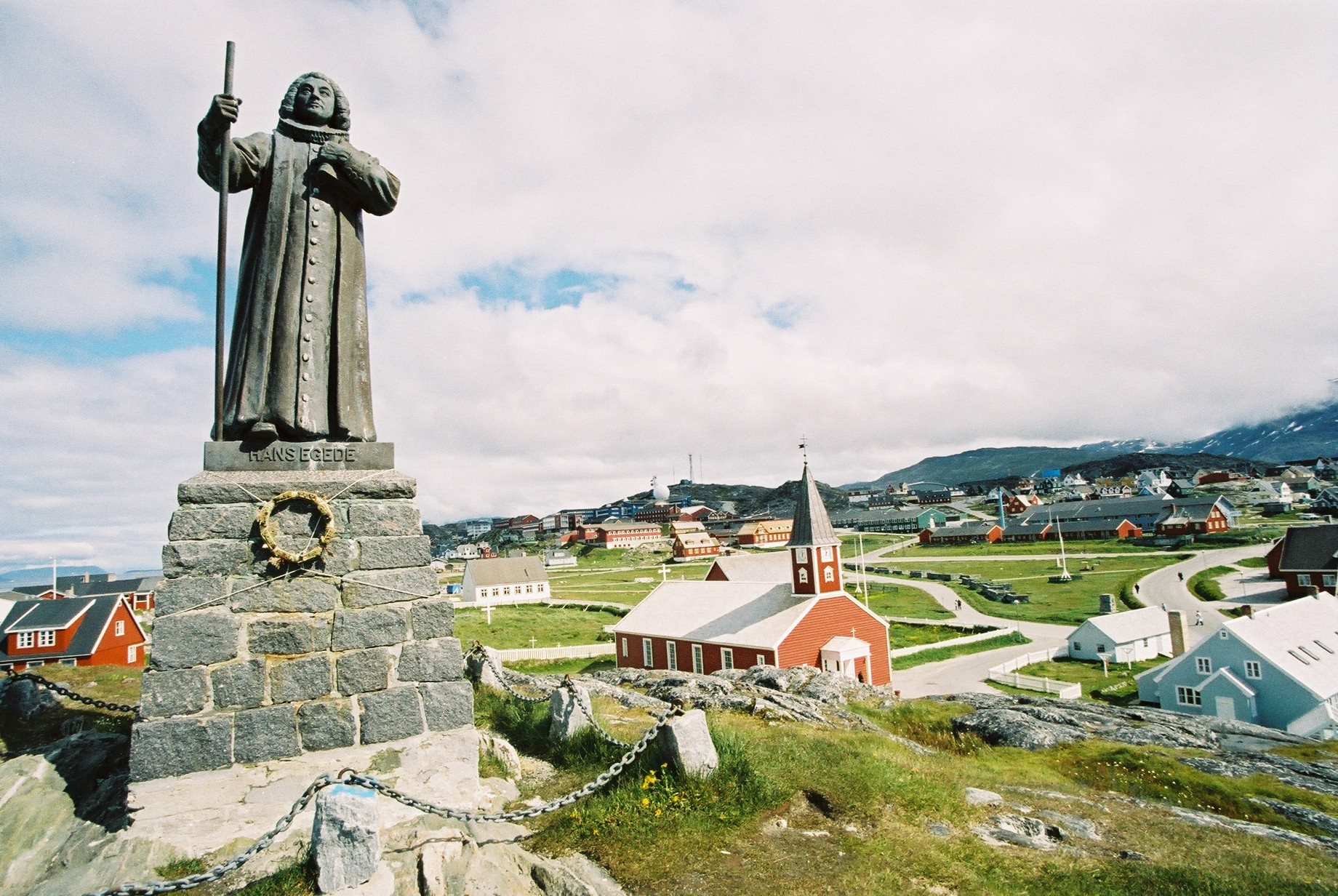
Статуя Ханса Эгеде в Нууке.

В 1721 году в эти места прибыл Эгеде с целью обращения в лютеранство 12 живших там эскимосских семей. Он и дал будущему городу название Готхоб (Godthåb), что в переводе с датского означает «добрая надежда». Сам город был основан как форт Годт-Хааб в 1728 году королевским губернатором майор Клаус Эневольд Порсс, когда он переместил раннюю колонию Надежды Эгеде с острова Кангек на материк. В то время Гренландия формально всё ещё считалась норвежской колонией (до 1814 года) под объединенной датско-норвежской короной, хотя с островом не было никаких контактов более трёх столетий. Колонисты Порсса состояли из мятежных солдат, каторжников и проституток, и большинство из них умерло в течение первого года от цинги и других болезней. С 1733 года здесь поселились гернгутеры, получившие разрешение на миссионерскую деятельность. Сегодня в их церкви расположены университет и местный архив. В 1733 и 1734 годах эпидемия оспы убила большую часть местного населения, а также жену Эгеде. Ханс Эгеде вернулся в Данию в 1736 году после 15 лет в Гренландии, оставив своего сына Пауля продолжать его работу. Годтааб стал резиденцией администрации датской колонии Южная Гренландия, в то время как Годгавн (современный Кекертарсуак) был столицей Северной Гренландии до 1940 года, когда администрация была объединена в Годтаабе.
В 1747 году моравские миссионеры решили начать строительства Дома миссии Моравских братьев и официально учредить миссию как Нового Хернхут (дат. Nye-Hernhut). Миссия стала ядром для современного Нуука, поскольку многие гренландцы с юго-восточного побережья покинули свою территорию, чтобы жить на миссионерской станции. В дальнейшем были созданы миссии Лихтенфельс (1748), Лихтенау (1774), Фридрихстал (1824), Уманак (1861) и Идлорпайт (1864). В 1900 году все они были объединены в лютеранскую Церковь Дании.

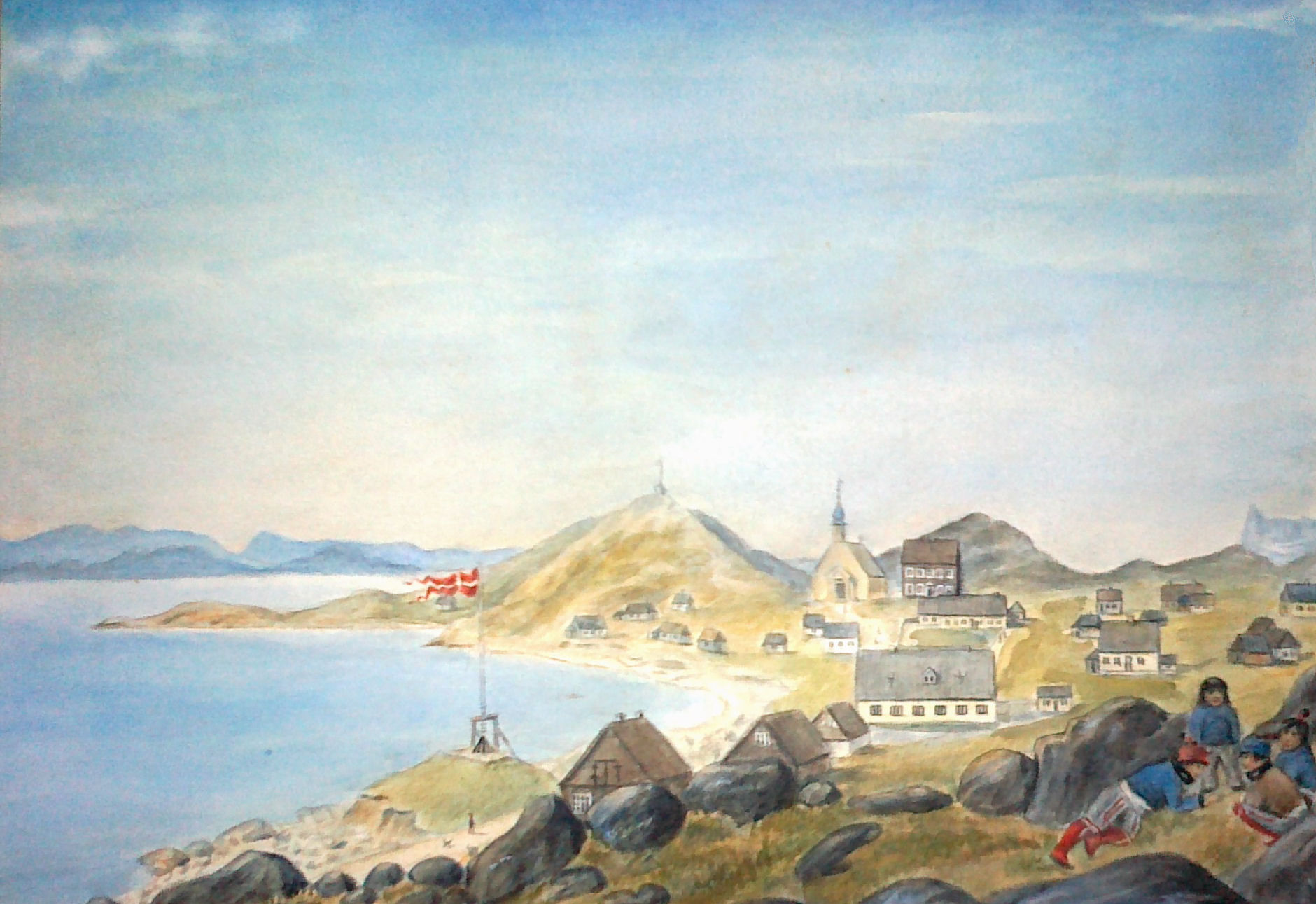
Нуук (Godthåb) около 1878 года.

Около 1850 года Гренландия, и особенно район вокруг Нуука, находились в кризисе. Европейцы принесли болезни и культуру, которая противоречила образу жизни коренных гренландцев. Многие гренландцы жили в нищете. В 1853 году датский путешественник и геолог Хинрик Йоханнес Ринк приехал в Гренландию и был удивлён тем, как культура и национальное самосознание местных жителей подавлялись под влиянием Дании. В ответ на это в 1861 году он основал Atuagagdliutit/Grønlandsposten — первую газету Гренландии, с коренным гренландцем в качестве редактора. Эта газета, базирующаяся в Нууке, позже стала важным символом национального самосознания гренландцев.
Во время Второй мировой войны губернатор Северной Гренландии Эске Брун и его южно-гренландский коллега Аксель Сване не приняли капитуляцию Дании перед III Рейхом и в соответствии с законом об управлении Гренландии 1925 года решили управлять островом независимо от Дании из-за чрезвычайной ситуации, заявив, что считают ситуацию достойной сожаления и покончат с ней при первой же возможности. Собрав в Нууке совет, Брун и Сван присоединились к антигитлеровской коалиции и вплоть до окончания войны проводили независимую от Копенгагена политику. В 1940 году в Нууке были открыты американское и канадское консульства. В те же годы произошло возрождение национального самосознания гренландцев: в частности, больше людей стало использовать письменный гренландский язык.
В соответствии с новыми правилами, в 1950 году два совета объединились в один. Город процветал в 1950-х годах, когда Дания начала модернизировать Гренландию, став крупнейшим населённым пунктом острова, его экономическим, культурным и образовательным центром.
Совет был упразднен 1 мая 1979 года, когда была провозглашена автономия Гренландии. Тогда же город был переименован правительством самоуправляемой Гренландии и с тех пор официально носит эскимосское название Нуук, в том числе и на датском языке. Как и в Гренландии в целом, сегодня в Нууке проживают как инуиты, так и датчане. Более трети всего населения Гренландии проживает в районе Большого метрополии Нуук. Город в шутку называли «самой маленькой столицей самого большого острова Земли».
В 2002 году в Нууке прошли Арктические зимние игры.
5 апреля 2005 года состоялись выборы мэра (дат. borgmester, то есть «бургомистр»). Мэром стала Агнета Давидсен (Agnethe Davidsen) от партии «Сиумут».

## Архитектура

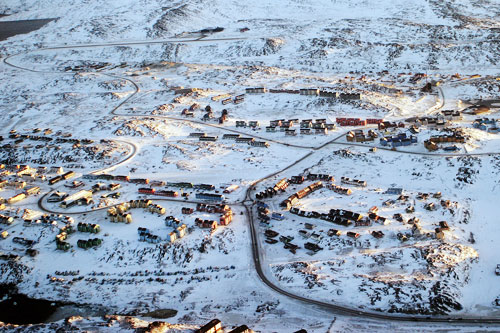
Вид на Нуук сверху, 2004 г.

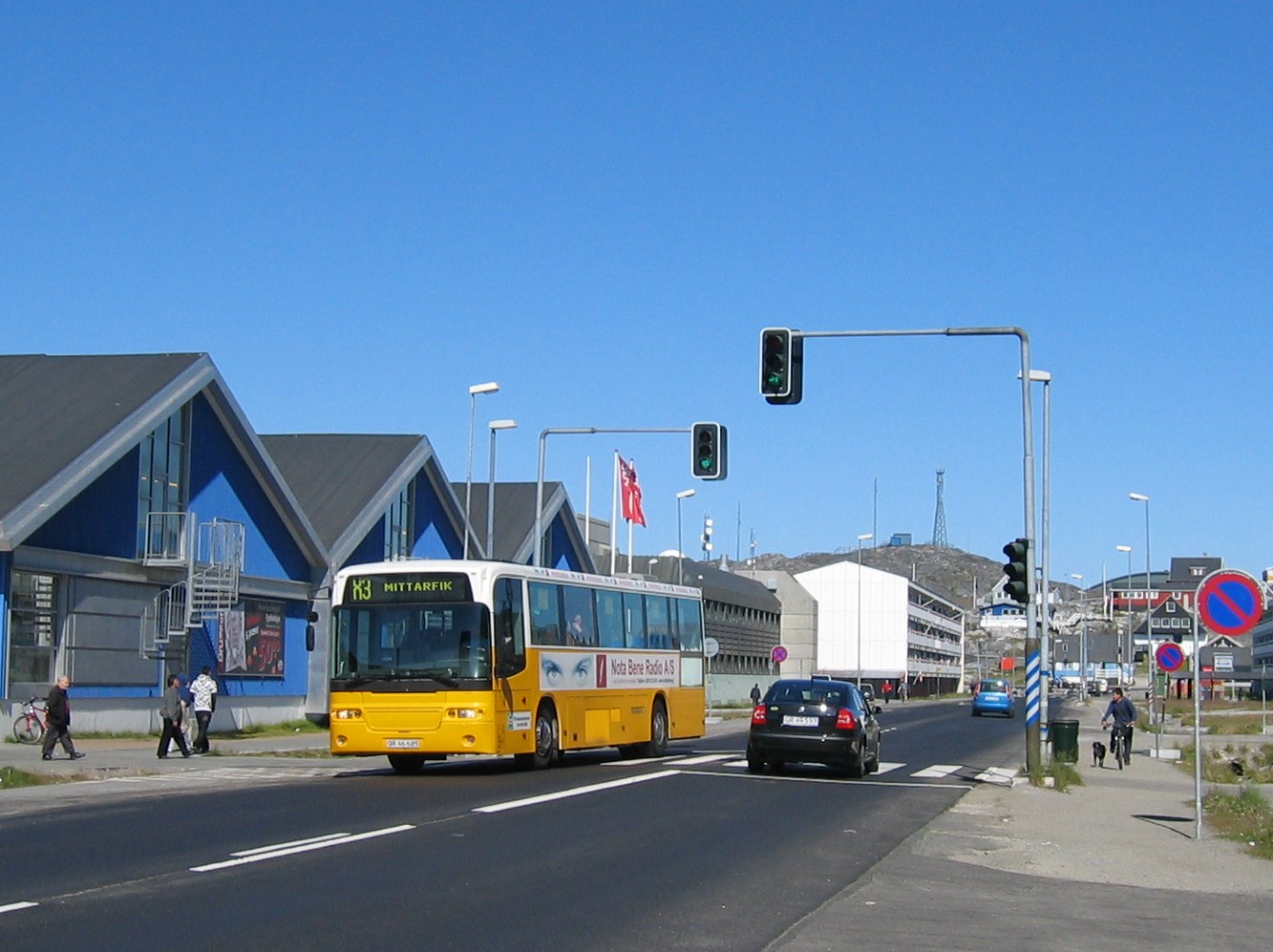
Центр Нуука, 2008 г.

Облик города определяется блочной застройкой 1960-х—1970-х годов, резко контрастирующей с традиционной застройкой с домами на 1 семью. Жилые кварталы олицетворяют разрыв с прежним жизненным укладом эскимосов и появление новых социальных проблем — в частности, алкоголизма. Так, в здании «Блок П», до его сноса в октябре 2012 года, проживало более 500 человек — 1 % всего населения острова.

## Экономика

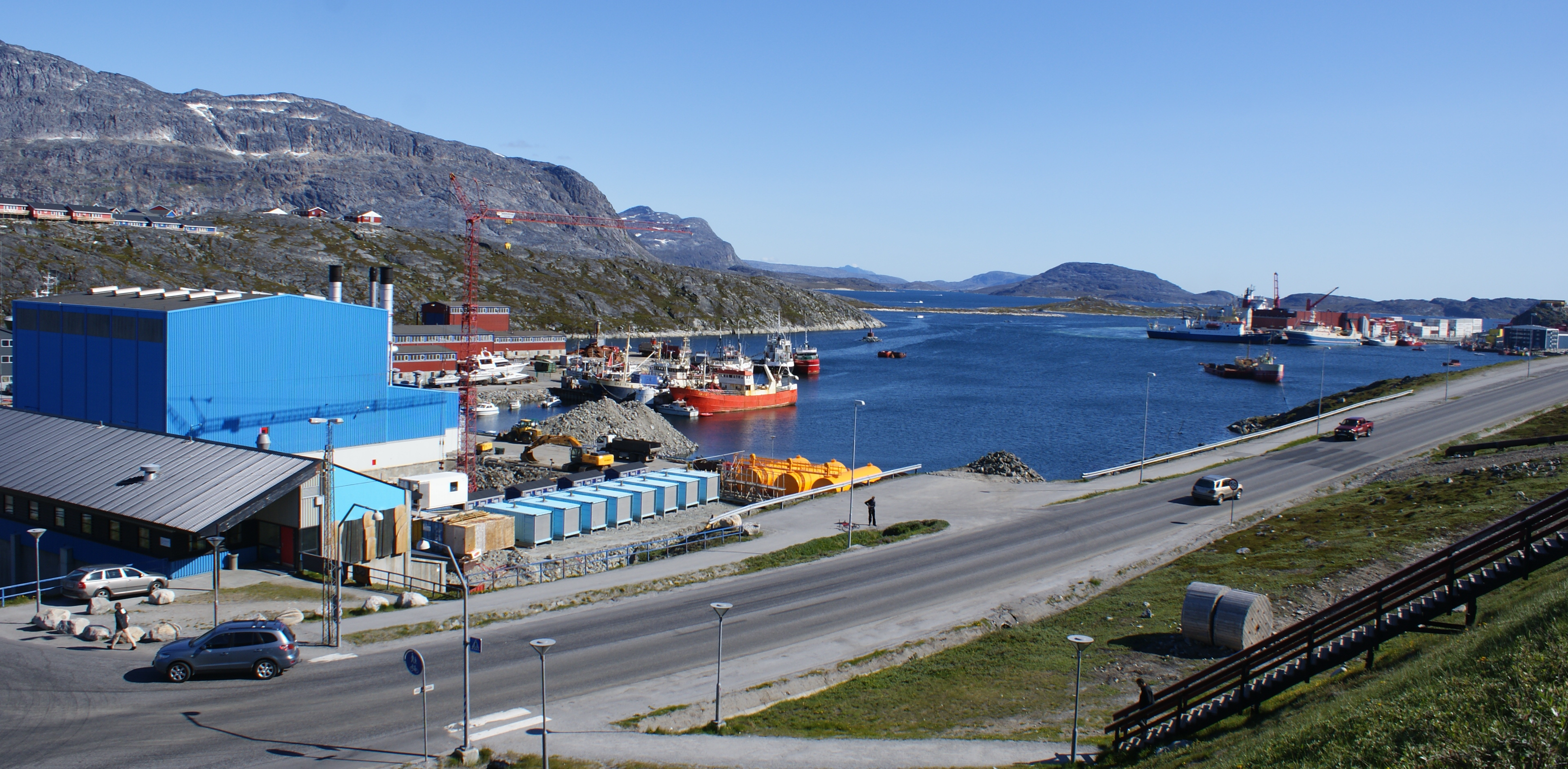
Порт Нуука, 2010 г.

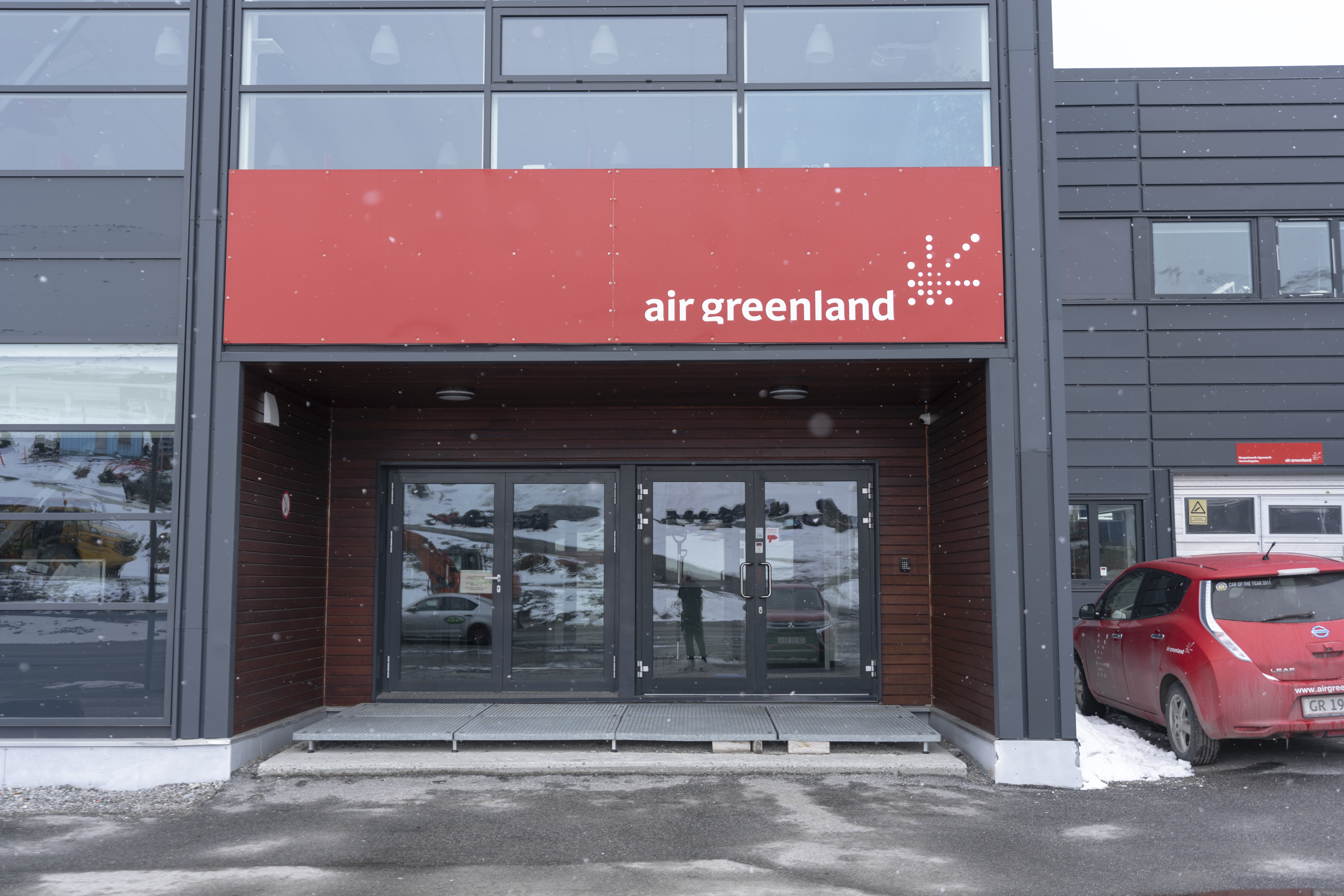
Штаб-квартира Air Greenland.

Нуук является главным промышленным и деловым центром Гренландии. По данным на 1996 год, в городе сосредоточено 56 % гренландской промышленности и 67 % гренландских консалтинговых фирм.
Главной отраслью экономики Нуука является рыболовство — в первую очередь, добыча крабов и палтуса. Город и начинался как рыбацкое поселение с гаванью, но по мере быстрого развития экономики в 1970-х и 1980-х годах значимость рыболовной промышленности упала. Тем не менее Нуукский порт по-прежнему является домом для почти половины рыболовного флота Гренландии. Местный перерабатывающий завод Royal Greenland в год перерабатывает морепродуктов на сумму более 50 миллионов датских крон ($7 млн), в основном (80 %) креветок, а также треску, пинагора и палтуса. Морепродукты, включая мясо тюленей, в изобилии продаются на рыбных рынках Нуука, крупнейшим из которых является рынок Калаалиарак. Свой вклад в развитие экономики Нуука вносит и горнодобывающая промышленность.
Вся электроэнергия Гренландии поставляется государственной компанией Nukissiorfiit, которая имеет монополию на производство электроэнергии в Гренландии. С 1993 года Нуук получает электроэнергию в основном от гидроэлектростанции Буксефьорд по линии электропередачи напряжением 132 кВ, пересекающей фьорд Амералик на расстоянии 5376 м, что является самым длинным свободным пролётом в мире.
Город, как и большая часть Гренландии, сильно зависит от датских инвестиций и полагается на Данию в плане финансирования, в том числе, субсидий из датского бюджета.

## Образование

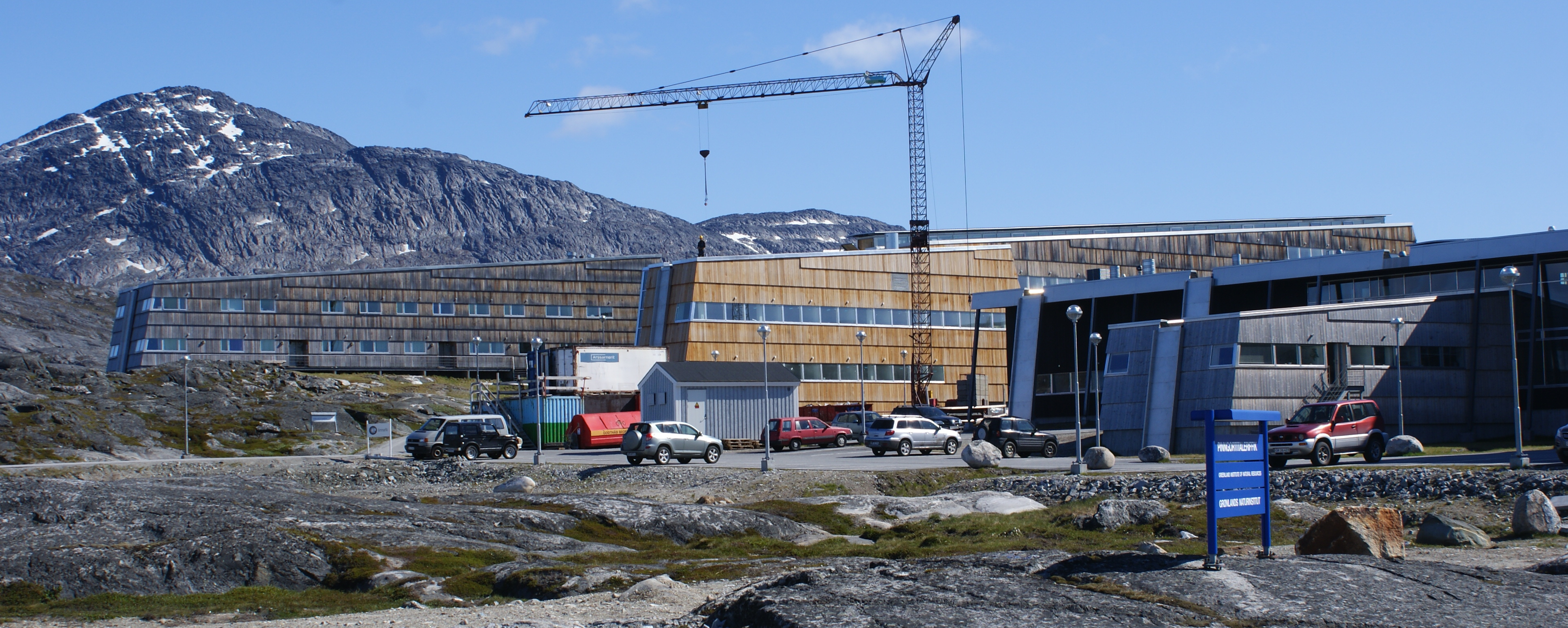
Гренландский университет.

В 1847 году был основан пединститут, который должен был готовить кадры для всей Гренландии, ныне он располагается в здании бывшей больницы, построенном в 1903 году. В Нууке расположены Гренландский университет (единственный в Гренландии, основан в 1987 году и расширен в 2007 году). Кроме того, там имеются медицинский колледж, колледж работников социальной сферы, бизнес-колледж, промышленное, журналистское и строительное училища.

## Культура и туризм
Нуук является экзотическим объектом для туристов, которые прибывают сюда на самолётах и кораблях. В Нууке находится Гренландский национальный музей и архив. Представлена для осмотра коллекция гобеленов на основе творчества гренландского художника Ханса Люнге, сотканных из шерсти гренландских животных и раскрашенных красками из гренландских растений. Также есть Нуукский художественный музей, в коллекции которого есть 250 картин и рисунков как гренландских художников, так и европейских, бывавших в Гренландии, а также скульптуры из кости, зубов, дерева и мыльного камня). Действует Публичная и национальная библиотека Гренландии.
Сохранился дом основателя города Ханса Эгеде, где в настоящее время находится резиденция правительства Гренландии. Из достопримечательностей также следует отметить культурный центр «Катуак», открытый 15 февраля 1997 года.

## Население
| Год  | Численность | Численность |
| ---- | ----------- | ----------- |
| 1967 | 6900        | [ 31 ]      |
| 1977 | 8545        | [ 32 ]      |
| 1978 | 8527        | [ 32 ]      |
| 1979 | 8827        | [ 32 ]      |
| 1980 | 9077        | [ 32 ]      |
| 1981 | 9423        | [ 32 ]      |
| 1982 | 9717        | [ 32 ]      |
| 1983 | 9848        | [ 32 ]      |
| 1984 | 9997        | [ 32 ]      |
| 1985 | 10 559      | [ 32 ]      |
| 1986 | 10 972      | [ 32 ]      |
| 1987 | 11 209      | [ 32 ]      |
| 1988 | 11 615      | [ 32 ]      |
| 1989 | 11 957      | [ 32 ]      |
| 1990 | 12 217      | [ 32 ]      |
| 1991 | 12 252      | [ 32 ]      |
| 1992 | 12 233      | [ 32 ]      |
| 1993 | 12 181      | [ 32 ]      |
| 1994 | 12 483      | [ 32 ]      |
| 1995 | 12 723      | [ 32 ]      |
| 1996 | 12 882      | [ 32 ]      |
| 1997 | 12 909      | [ 32 ]      |
| 1998 | 13 024      | [ 32 ]      |
| 1999 | 13 169      | [ 32 ]      |
| 2000 | 13 445      | [ 32 ]      |
| 2001 | 13 649      | [ 32 ]      |
| 2002 | 13 884      | [ 32 ]      |
| 2003 | 13 884      | [ 32 ]      |
| 2004 | 14 345      | [ 32 ]      |
| 2005 | 14 501      | [ 32 ]      |
| 2006 | 14 583      | [ 32 ]      |
| 2007 | 14 719      | [ 32 ]      |
| 2008 | 15 084      | [ 32 ]      |
| 2009 | 15 105      | [ 32 ]      |
| 2010 | 15 469      | [ 32 ]      |
| 2011 | 15 862      | [ 32 ]      |
| 2012 | 16 181      | [ 32 ]      |
| 2013 | 16 454      | [ 32 ]      |
| 2014 | 16 818      | [ 32 ]      |
| 2015 | 16 992      | [ 32 ]      |
| 2016 | 17 316      | [ 32 ]      |
| 2017 | 17 600      | [ 32 ]      |
| 2018 | 17 796      | [ 32 ]      |
| 2019 | 17 984      |             |
| 2020 | 18 326      | [ 32 ]      |

## Спорт
Сильнейшие спортивные клубы: Nuuk IL (основан в 1934 году, 5-кратный чемпион по футболу среди мужчин, 4-й чемпион по футболу среди женщин, 11-кратный чемпион по гандболу среди мужчин), B-67 (основан в 1967 году, 5-кратный чемпион по футболу среди мужчин, также есть команды по гандболу и бадминтону) и GSS Nuuk (основан в 1944 году, 4-кратный чемпион по футболу среди мужчин, 2-й чемпион по футболу среди женщин, также есть команды по гандболу и волейболу). С 1990 года проводится Нуукский марафон.
Стадион «Нуук» — многоцелевой стадион с покрытием из искусственной травы, используемый в основном для футбольных матчей. Вместимость — 2000 человек. Стадион также может использоваться для концертов, так, на нём выступала шотландская рок-группа Nazareth. В Нууке также есть гандбольный стадион Godthåbhallen, служащий домашней ареной для мужской национальной сборной Гренландии по гандболу, вместимость — 1000 человек. На горе Лилль-Мален есть склон для горнолыжного спорта с перепадом высот около 300 метров, со станцией в долине недалеко от терминала аэропорта. Также в Нууке есть поле для гольфа.

## Транспорт
28 ноября 2024 года открыт новый международный аэропорт.

## Города-побратимы
- Бокас-дель-Торо, Панама
- Вантаа, Финляндия
- Куксхафен, Нижняя Саксония, Германия
- Ольборг, Дания
- Рейкьявик, Исландия
- Соронг, Индонезия
- Стокгольм, Швеция
- Тивертон, США
- Ушуая, Аргентина
- Чанчунь, Китай